# Chanteur de jazz (chanson)
Pour les articles homonymes, voir Chanteur de jazz (homonymie).
Singles de Michel Sardou
Io Domenico
(1985) 1965
(1986)
Clip vidéo
[vidéo] « Michel Sardou - Chanteur de jazz (Audio Officiel) », sur YouTube
Pistes de Chanteur de jazz
Les Mots d'amour
Chanteur de jazz est une chanson française de Michel Sardou, single extrait de son 13e album Chanteur de jazz de 1985,,. Chanson écrite avec Jean-Loup Dabadie, composée par Jacques Revaux et Jean-Pierre Bourtayre, sur le thème du jazz à New York.

## Histoires
Ce tube rythmé sur fond de synthétiseurs des années 1980, à haut débit de paroles (teinté de java, de rock, de blues, de swing, et de jazz, comme sa variante new-yorkaise La java de Broadway de 1977) est écrit sur le thème du jazz à New York (haut lieu mondial du jazz) « Chanteur de jazz, welcome to America, rimeur de phrases... ». Elle fait référence à New York avec entre autres les Madison Avenue, Cinquième Avenue, Central Park, aux bouffées de havane, aux bateaux de l'Hudson, à Manhattan, aux voitures aux vitres teintées, à la statue équestre du général Philip Sheridan, au River Café (Brooklyn) (en), pont de Brooklyn, Carnegie Hall, tours jumelles (du World Trade Center), Pan Am Building, et aux sept millions d'oncles Sam.

## Anecdote
Les chœurs qui reprennent en canon « Welcome to America » lors du refrain, sont dus aux frères Costa, qui furent choristes de Michel Sardou à cette époque. Georges et Michel Costa sont célèbres pour avoir créé de nombreux habillages sonores et jingles pour différentes radios.

## Classement
| Classement (1985) | Meilleure place |
| ----------------- | --------------- |
| France (SNEP)     | 7               |